# Дараселия, Виталий Кухинович
Виталий Кухинович Дараселия (груз. ვიტალი დარასელია; абх. Витали Дараселиа; 9 января 1957, Очамчира, Абхазская АССР — 13 декабря 1982, Зестафони, Имеретия) — советский футболист, полузащитник, заслуженный мастер спорта СССР (1981), мастер спорта международного класса (1980). Известен по выступлениям за тбилисское «Динамо» и сборную СССР.

## Биография
Абхаз. Воспитанник очамчирского футбола. Первый тренер — Бондо Ясонович Какубава.
Первый свой сезон в чемпионате Грузии Виталий провёл в 1974 году, забив в составе очамчирского клуба «Амирани» 20 мячей. После этого большую группу молодых перспективных игроков собрали в Тбилиси по инициативе начальника команды «Динамо» Нодара Ахалкаци. Их разбили на четыре группы, организовали между ними мини-турнир, после которого Дараселию, Коридзе, Шелия и Имнадзе зачислили в тбилисское «Динамо».
Дебютный матч в чемпионате СССР за динамовцев Дараселия провёл 11 мая 1975 года против ташкентского «Пахтакора». Игра прошла в Тбилиси на стадионе «Локомотив» и завершилась нулевой ничьей.
Большую часть карьеры провёл, выступая за тбилисское «Динамо». Забил решающий гол в финальном матче Кубка кубков 1980/81 в ворота «Карл Цейсса» за три минуты до конца основного времени.
В мае 2018 года посмертно был награждён грузинским орденом Чести.

### Дата рождения
В январе 2018 года, сын Виталия Кухиновича Виталий Дараселия в интервью Виктору Хохлюку подтвердил информацию, что его отец родился 9 января 1957 года:
— Хочу уточнить: в Википедии указана дата рождения 9 октября 1957 года, а его родные и многие друзья отмечают, что Виталий Кухинович родился 9 января 1957 года. Где, правда?

— Мой отец родился 9 января 1957 года. Его дата рождения была изменена в связи с тем, чтобы он мог дольше выступать за молодёжную сборную СССР. Это практиковалось всегда в футболе и не только в Советском Союзе…

### Смерть
Погиб в автокатастрофе. Незадолго до этого Дараселия в «Динамо» получил новый автомобиль и квартиру. В этот день Виталий и его друг из Тбилиси поехали выручать младшего брата Виталия — Геннадия, так как того арестовала милиция. Авария произошла на одном из участков горного «серпантина». Автомобиль рухнул с обрыва в горную реку. Известно, что машин было две. Кто кого столкнул, так и осталось неизвестно. Сильным течением реки тело футболиста отнесло на два километра от места трагедии. Глава Зестафонского района Мамука Асланишвили бросил на поиски футболиста сотни людей, и только спустя 13 дней тело Дараселия было найдено.

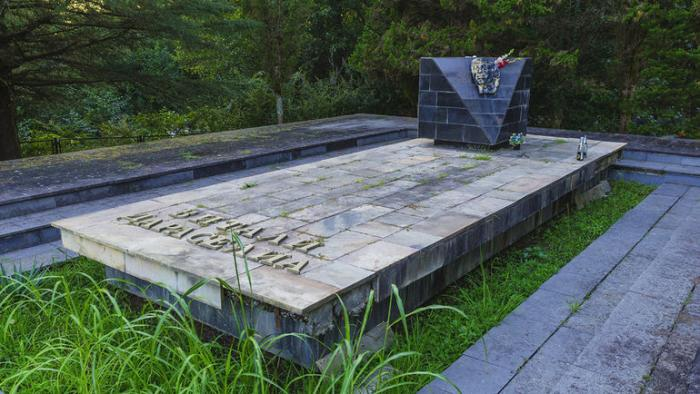
Могила Виталия Дараселия

Похоронен Дараселия, как национальный герой, на своей родине, в городе Очамчира.

### Семья
Жена Марина через 2 года вышла снова замуж. Вместе с отчимом вырастила 2-х детей: сына — Виталия Дараселия-мл. (футболист), и дочь.

## Память
- В городе Очамчира местный стадион носит имя футболиста. В 2007 году, в год 25-летия со дня смерти Виталия Дараселия, ветераны сыграли матч в его честь[12]. В Тбилиси на доме, где жил Виталий Дараселия (улица Анны Антоновской[13]), установлена мемориальная доска[14].

## Достижения

### Командные
«Динамо» (Тбилиси)
- Чемпион СССР: 1978
- Серебряный призёр чемпионата СССР: 1977
- Обладатель Кубка СССР (2): 1976, 1979
- Обладатель Кубка обладателей Кубков: 1981

Сборная СССР
- Чемпион Европы среди молодёжных команд: 1980
- Чемпион Европы среди юношеских команд: 1976

### Личные
- В 1978—1982 годах пять раз входил в список 33 лучших футболистов сезона в СССР
- Заслуженный мастер спорта СССР